# Scottish Division One 1894-1895
La Scottish Division One 1894-1895 è stata la 5ª edizione della massima serie del campionato scozzese di calcio, disputato tra il 11 agosto 1894 e il 18 maggio 1895 e concluso con la vittoria degli Hearts al loro primo titolo.
Capocannoniere del torneo è stato James Miller (Clyde) con 12 reti.

## Stagione
Il Renton, retrocesso nella precedente stagione, fu sostituito dal Clyde, tornato in Division One dopo un anno di assenza. Fu invece rieletto il Leith Athletic.
Gli Hearts conquistarono il titolo alla terzultima giornata, battendo 4-0 il Celtic.

## Classifica finale
Fonte:
|       | Pos. | Squadra        | Pt | G  | V  | N | P  | GF | GS |
| ----- | ---- | -------------- | -- | -- | -- | - | -- | -- | -- |
|       | 1.   | Hearts         | 31 | 18 | 15 | 1 | 2  | 50 | 18 |
|       | 2.   | Celtic         | 26 | 18 | 11 | 4 | 3  | 50 | 29 |
|       | 3.   | Rangers        | 22 | 18 | 10 | 2 | 6  | 41 | 26 |
|       | 4.   | Third Lanark   | 21 | 18 | 10 | 1 | 7  | 51 | 39 |
|       | 5.   | St. Mirren     | 19 | 18 | 9  | 1 | 8  | 34 | 34 |
|       | 6.   | St. Bernard's  | 17 | 18 | 8  | 1 | 9  | 37 | 40 |
|       | 7.   | Clyde          | 16 | 18 | 8  | 0 | 10 | 38 | 47 |
|       | 8.   | Dundee         | 14 | 18 | 6  | 2 | 10 | 28 | 33 |
|       | 9.   | Leith Athletic | 7  | 18 | 3  | 1 | 14 | 32 | 64 |
| [ 3 ] | 10.  | Dumbarton      | 7  | 18 | 3  | 1 | 14 | 27 | 58 |

Legenda:
      Campione di Scozia.
      Retrocessa in  Scottish Division Two 1895-1896.

Regolamento:
Due punti a vittoria, uno a pareggio, zero a sconfitta.
Vigeva il pari merito. In caso di arrivo a pari punti per l'assegnazione del titolo o per i posti destinati alla rielezione automatica era previsto uno spareggio.
Note:
Il Dumbarton fu rieletto per la stagione successiva.